# Hydroptila atargatis
Hydroptila atargatis är en nattsländeart som beskrevs av Malicky 1997. Hydroptila atargatis ingår i släktet Hydroptila och familjen smånattsländor. Inga underarter finns listade i Catalogue of Life.